# Cláudio Valério da Silva
Cláudio Valério da Silva (Anastácio, 5 de julho de 1955 — Campo Grande, 21 de outubro de 2010) foi um radialista, escritor e político brasileiro.
Professor, poeta e escritor, Cláudio Valério escreveu livros como "Breve História de Anastácio - A Margem Esquerda", lançado em 2002 e era integrante da Academia Maçônica de Letras do Mato Grosso do Sul, além de radialista, trabalhando em emissoras de Aquidauana.
Na política foi deputado estadual eleito em 1987 e prefeito da sua cidade natal com quatro mandatos, sendo eleito, novamente, em 2004 e obteve a reeleição em 2008.
Faleceu em razão de complicações na mesa de operação quando em cirurgia para a implantação de pontes de safena.